# Ronna Romney
Ronna Eileen Romney (nacida Ronna Eileen Stern; 24 de septiembre de 1943) es una política republicana y ex-locutora de radio estadounidense.

## Primeros años
Romney, apellido de soltera Stern, nació en Detroit, Míchigan, hijas de Eileen Boyd y James Albert Stern. Se graduó en el Seaholm High School en Birmingham, Míchigan en 1961. En 1967, Stern se casó con G. Scott Romney, hijo de George W. Romney, expresidente de American Motors Corporation y el entonces Gobernador de Míchigan, y Lenore Romney, la entonces primera dama de Míchigan y posterior candidata al Senado de los Estados Unidos, en el Templo de Salt Lake City de la Iglesia de Jesucristo de los Santos de los Últimos Días en una ceremonia tradicional. Stern tenía 23 años, estaba divorciada, y con un hijo de 3 años. Ella se había convertido al mormonismo después de conocer a Scott. Stern se convirtió en cuñada del futuro Gobernador de Massachusetts y del candidato republicano a la Presidencia en 2012, Mitt Romney. Ellos se divorciaron más tarde en 1992. Romney es hermana de la activista anti-obscenidades Terry Rakolta, y cuñada del empresario de Detroit John Rakolta. Romney recibió su Grado por la Universidad de Oakland. También asistió a la Universidad Estatal de Míchigan.

## Carrera
Romney empezó su carrera política con una amplia participación en la recaudación de fondos políticos, asesoría y voluntariado. Uno de sus primeros papeles fue servir como presidente de finanzas de campaña para la campaña fallida de Richard Headlee durante las elecciones a gobernador de 1982. Headlee era un exdirector de campaña para George W. Romney, y un prominente mormón en Míchigan. Romney fue a servir como comisaria del Consejo Consultivo Nacional sobre Educación Adulta bajo el mandato del Presidente Ronald Reagan de 1982 a 1985. Romney fue comisionada del RNC de Míchigan de 1984 a 1992, y delegada suplente en la Convención Nacional Republicana de 1988. Sirvió como copresidenta de finanzas en Míchigan para la campaña Reagan/Bush en las elecciones presidenciales de Estados Unidos de 1984. Fue también miembro fundadora de GOPAC, un influyente comité de acción política republicano, aquel año. También fue presidenta de la Comisión del Presidente sobre los estudiosos presidenciales de la Casa Blanca de 1985 a 1989. En 1986, sirvió como copresidenta para Míchigan, tesorera para Míchigan, y como miembro del comité directivo nacional de finanzas para el Fondo para el comité de acción política para el Fondo del Futuro de los Estados Unidos. Romney fue miembro del comité directivo nacional de la campaña presidencial de Bush de 1988. Ella también fue copresidenta de finanzas en esa campaña.
Romney ha sido candidata dos veces para el Senado de los Estados Unidos. En 1994, entonces una conservadora locutora de radiode tertulia radio y dos años después de su divorcio de Scott Romney, perdió por poco las primarias del Partido Republico frente a Spencer Abraham. Su ex-suegro, el Gobernador George W. Romney, avaló a Abraham en las primarias, habiéndole prometido a Abraham el aval antes de la candidatura de su ex-nuera. El ex-cuñado de Romney, Mitt Romney, entonces un candidato para el Senado de los Estados Unidos en Massachusetts, regresado a Míchigan para ayudarla con su campaña. La hija de Romney, la futura Presidenta del Comité Nacional Republicano Ronna Romney McDaniel, hizo de voluntaria como conductora durante su campaña. Abraham sería Senador de los Estados Unidos durante una legislatura y se convirtió en el 10.º Secretario de Energía de los Estados Unidos.
Romney fue candidata otra vez para el Senado de los Estados Unidos en 1996. Derrotó por poco al empresario James B. Nicholson en las primarias del Partido Republicano primario para asegurarse la nominación. En la elección general, Romney perdió frente al Senador Carl Levin por un gran margen.
Romney ha escrito dos libros. Coescribió el libro, Momentumː Women in American Politics Now en 1988. Romney había anteriormente coescrito un libro sobre el matrimonio, Giving Time a Chanceː The Secret of Lasting Marriage, en 1985, con anterioridad a su segundo divorcio.
Después de no conseguir un puesto en el Senado de los Estados Unidos, Romney regresó al sector privado y se volvió a casar. Ha servido en el Consejo de administración de Molina Healthcare desde entonces 1999. Romney también ha sido directora de Park-Ohio Holdings Corporation desde 2001. Está actualmente casada con Bruce Kulp y reside en Northville, Míchigan y Longboat Key, Florida. Romney ha seguido donando miles de dólares a los candidatos republicanos. También ha hecho campaña por sus parientes. Romney hizo campaña para su exmarido, Scott, en su campaña de primarias sin éxito para ser fiscal general de Míchigan en 1998. Romney hizo un campaña agresiva y recaudó fondos para la campaña presidencial de Mitt Romney de 2012l. Romney sigue siendo amiga de la mujer de Mitt, Ann Romney.
La hija de Romney, Ronna Romney McDaniel, ha seguido a su madre a la política. Romney McDaniel es la Presidenta del Comité Nacional Republicano, y ha sido comisionada del RNC en Míchigan, Presidenta del Partido Republicano en Míchigan, y delegada para Donald Trump en la Convención Nacional Republicana de 2016.